# Rio Arda (Portugal)
O rio Arda é um rio de Portugal, afluente da margem esquerda do rio Douro, curso de água que constitui a bacia hidrográfica do Douro, que nasce na União das Freguesias de Arouca e Burgo, município de Arouca, Área Metropolitana do Porto. No seu percurso pelo município de Arouca, pelo vale do rio Arda, passa por Santa Eulália, Urrô, Várzea, Rossas e Tropeço e desagua no rio Douro em Pedorido, entre os lugares de Nogueira do Rio e Além da Ponte.
O rio Arda resulta da confluência de três linhas de água: do Ribeiro de Gondim, que nasce em Gamarão de Cima e Gondim (cerca de 3 km a NO da vila de Arouca, a 691 m de altitude) e que se junta ao rio Marialva, que nasce na serra da Senhora da Mó (711 m de altitude a NE da vila de Arouca, atravessando-a no seu percurso), no qual se juntam as águas da Ribeira de Silvares.

## Afluentes
Na margem esquerda:
- Ribeira de Silvares
- Rio Marialva
- Ribeira de Arneira
- Rio Urtigosa
- Ribeira da Bogalheta
- Ribeira de Miraves
- Ribeira de Enxurdes
- Ribeira dos Bogalhos
- Ribeira do Borralheiro
- Ribeira de Mansores
- Ribeira de Vales ou Rio Mau
- Ribeira de Mosteirô
- Ribeiro das Couves
- Ribeira de Lázaro
- Ribeira da Murteira

Na margem direita:
- Ribeiro de Gondim
- Ribeira de Monte Moção
- Ribeira de Tropeço
- Ribeira de Seixido
- Ribeira de Folgosinho
- Ribeira de S. Mamede
- Ribeira de Almansor
- Ribeira do Pejão